# Шахта имени Засядько
Шахта имени А. Ф. Засядько (укр. Шахта імені О. Ф. Засядька) — угледобывающее арендное предприятие, одно из крупнейших предприятий данной отрасли в Донецкой области. Расположена в Донецке на проспекте Засядько. Печально известна рядом аварий и катастроф

## История
Введена в эксплуатацию в 1958 году и названа в честь министра угольной промышленности СССР в 1949—1955 Александра Засядько (1910—1963).
4 июня 1985 года шахта имени А. Ф. Засядько Донецкого ПО по добыче угля министерства угольной промышленности УССР была награждена орденом Ленина.
В 2001 году добыча угля составила 4 млн тонн. Ранее входила в трест «Донецкуголь». Относится к сфере влияния бывшего и. о. премьер-министра Украины, народного депутата Украины от Партии регионов Ефима Звягильского, который в 1979—1992 работал его директором, а в начале 2000х был его почётным президентом..
9 ноября 2010 года Фонд государственного имущества Украины принял решение начать подготовку к продаже в 2010 году арендного предприятия «Шахта им. А. Ф. Засядько».
В период войны на Донбассе шахта оказалась на территории, контролируемой властями самопровозглашённой ДНР. В марте 2017 года шахта была ими присвоена в нарушение законодательства Украины и работает (по состоянию на август 2017 года) почти на полную мощность.

## Научные работы
На базе шахты планировалось создать научный центр для изучения безопасного ведения работ на больших глубинах и газоносных пластах. После третьего взрыва в течение двух недель, было принято решение затопить 13-ю лаву пласта l1. Работы по затоплению начались 3 декабря 2007 года.
На шахте начали бурить скважину глубиной 3250 м. Для этих целей была куплена, смонтирована и запущена в работу буровая установка. Столь глубокие скважины в Донбассе ранее не бурились. Благодаря бурению скважины будут определены газоносные горизонты на глубинах до 3250 метров. Также определятся пути возможного вывода газа из более глубоких горизонтов, расположенных на территории шахты. Планируется, что газ, добытый после бурения скважины, будет использован для переработки на когенерационной станции шахты. На шахте уже смонтирована и запущена в эксплуатацию метанометрическая система защиты, позволяющая не только замерять концентрацию, но и замерять скорость нарастания метана.

## Аварии
На шахте произошёл ряд крупнейших катастроф на шахтах Украины.
24 мая 1999 — погибли 50 шахтёров.
19 августа 2001 — погибли 55 шахтёров.
31 июля 2002 — погибли 20 шахтёров.
20 сентября 2006 — погибли 13 шахтёров. Произошёл крупный выброс метана. Лава была новая, её должны были сдавать в эксплуатацию. Сработала автоматика газовой защиты и взрыва не произошло, но горняки отравились газом.
18 ноября 2007 произошла самая масштабная катастрофа на украинских угольных шахтах после обретения независимости Украиной в 1991 году — погиб 101 шахтёр из более чем 400 рабочих, находящихся в тот момент в шахте. Авария произошла в 03:11 ночи. На пласте l1 на горизонте 1078 при проведении работ произошел взрыв метано-воздушной смеси. Всего погиб 101 горняк. 20 ноября на Украине объявлен день траура по погибшим шахтёрам. В Донецкой области 19, 20 и 21 ноября (понедельник, вторник и среда) были объявлены днями траура. По факту взрыва было возбуждено уголовное дело. Через две недели, 1 декабря 2007, на том же горизонте произошёл второй взрыв — 52 горняка пострадали; на следующий день — 2 декабря 2007 — погибли 5 горноспасателей, занимавшихся ликвидацией последствий аварии. Авария 20 сентября 2006 года и взрывы 18 ноября и 1-2 декабря 2007 года произошли на пласте l1. В результате было решено закрыть пласт l1 для ведения горных работ. После третьего взрыва, произошедшего в течение 2-х недель, было принято решение затопить тринадцатый пласт l1. Работы по затоплению начались 3 декабря 2007 года.
4 марта 2015 в 05:20 произошел взрыв метано-воздушной смеси. На момент взрыва под землёй находилось 230 шахтеров. Погибли 34 шахтера.. Взрыв произошел на глубине 1230 метров. Утром 4 марта, в 05:20 поступили первые сообщения о взрыве метана на шахте имени Засядько, но данные о погибших существенно отличались. Председатель Верховной Рады, Владимир Гройсман, при открытии пленарного заседания сообщил о взрыве и назвал количество жертв — 33 человека. Однако МЧС и Донецкая ОГА сообщали лишь об 1 погибшем, и 32 — пропавших без вести. К вечеру того же дня информация о 33 погибших шахтерах подтвердилась. По информации украинских властей они предложили свою помощь в устранении последствий аварий, но руководство ДНР отказалось её принять, однако по словам заместителя главы Народного Совета ДНР Дениса Пушилина, Украина помощь в ликвидации последствий взрыва не предлагала. К вечеру стало известно, что на поверхность земли удалось доставить 157 шахтеров. На устранение последствий аварии было отправлено 15 отделений МЧС.
Согласно информации местных властей из 230 шахтеров, находившихся в момент взрыва в шахте, пострадало 15 человек. Они получили механические травмы и ожоги, из которых пять были отправлены в ожоговый центр, 9 — в специализированную больницу и 1 — в травматологическое отделение. Количество погибших достоверно не известно: Донецкая ОГА сообщает о 33 погибших, МЧС самопровозглашенной ДНР — о 32 найденных без признаков жизни. 6 марта руководство самопровозглашённой ДНР сообщило о смерти ещё одного шахтера. Таким образом количество жертв увеличилось до 34 человек.
По сообщению Министерства угля и энергетики Донецкой народной республики 27 сентября 2022 года шахта имени Засядько была обесточена из-за боевых действий, под землей находится 21 человек, пострадавших нет.